# Правительство КНДР
Кабинет министров Корейской Народно-Демократической Республики (кор. 조선민주주의인민공화국 내각?, 朝鮮民主主義人民共和國 內閣?) — исполнительная ветвь власти государства, в соответствии с Конституцией КНДР. На практике: основные решения принимаются Государственным советом КНДР, который возглавляет Ким Чен Ын.
Сонгун — политика «Армия на первом месте», возвысила Корейскую народную армию в КНДР как организацию с государственными функциями, предоставляя ей важное место в северокорейском правительстве и обществе. Она руководит как внутренней, так и внешней политиками.

## Учреждения
Правительство утверждается Верховным народным собранием КНДР (ВНС). ВНС выбирает премьер-министра, который назначает вице-премьеров и правительственных министров. Правительство КНДР находится под полным контролем Трудовой партии Кореи с момента её основания в 1948 году.
В настоящее время правительство имеет право наблюдать и контролировать Местные народный комитет (МНК) с учётом местной экономики и управления. Государственный административный совет (ГАС) был заменён Кабинетом, а Местные административный и экономический комитет (МАЭК) был упразднён, а его функции по вопросам местной политики перешли в ведение МНК.
Главный секретарь партии не может долго одновременно занимать должность председателя МНК, который был занят бывшим председателем МАЭК. Следовательно, МНК теоретически независим от местной партии и находится под контролем правительства. Статус МНК как исполнительного органа на местах стал выше, чем это было раньше.
В списке организации Economist Intelligence Unit КНДР занимает последнее место по индексу демократии среди 168 стран.

## Структура правительства
- Премьер-министр (총리, 總理, министр Ким Джэ Рён)
- Три вице-премьер-министра (부총리, 副總理)

Комитеты
- Комитет по образованию (교육위원회, 教育委員會, председатель Ким Сын Ду)
- Государственный комитет по ценам (국가가격위원회, 國家價格委員會, председатель Чхве Ган)
- Государственный комитет по ревизии (국가검열위원회, 國家檢閱委員會, председатель Ким Ын Сун)
- Государственный комитет по планированию (국가계획위원회, 國家計畫委員會, председатель Ро Ду Чхоль)
- Государственный комитет по науке и технологиям (국가과학기술위원회, 國家科學技術委員會, председатель Чхве Сан Гон)
- Государственный комитет по надзору за качеством (국가품질감독위원회, 國家品質監督委員會, председатель Чхве Гван Нэ)
- Комитет по капитальному строительству (수도건설위원회, 首都建設委員會, председатель Ким Ин Сик)
- Объединённый комитет по инвестициям (합영투자위원회, 合營投資委員會, председатель Ли Гван Гын)
- Комитет по мирному объединению Родины (조국평화통일위원회, 祖國平和統一委員會)

Министерства
- Министерство строительства и строительных материалов (건설건재공업성, 建設建材工業省, министр Пак Хун)
- Министерство лёгкой промышленности (경공업성, 輕工業省, министр Хан Джон Су)
- Министерство государственного контроля за строительством (국가건설감독성, 國家建設監督省, министр Ким Сок Чун)
- Министерство государственного развития ресурсов (국가자원개발성, 國家資源開發省, министр Ли Чхун Сам)
- Министерство земли и охраны окружающей среды (국토환경보호성, 國土環境保護省, министр Ким Чхан Нён)
- Министерство металлургической промышленности (금속공업성, 金屬工業省, министр Ким Чхун Голь)
- Министерство машиностроения (기계공업성, 機械工業省, министр Чо Бён Су)
- Министерство труда (로동성, 勞動省, Чон Ён Су)
- Министерство сельского хозяйства (농업성, 農業省, министр Ли Чхоль Ман)
- Министерство внешнеэкономических связей (대외경제성, 對外經濟省, министр Ли Рён Нам)
- Министерство городского управления (도시경영성, 都市經營省, министр Хван Хак Вон)
- Министерство культуры (문화성, 文化省, министр Хон Гван Сун)
- Министерство здравоохранения (보건성, 保健省, министр Чан Джун Сан)
- Министерство торговли (상업성, 保健省, министр Ли Сон Хо)
- Министерство угольной промышленности (석탄공업성, 石炭工業省, министр Мун Мён Хак)
- Министерство снабжения и продовольственного управления (수매량정성, 收買糧政省, министр Мун Ын Джо)
- Министерство рыболовства (수산성, 水産省, министр Сон Чхун Соп)
- Министерство пищевой промышленности (식료일용공업성, 食料日用工業省, министр Чо Ён Чхоль)
- Министерство народных вооружённых сил (인민무력성, 人民武力省, министр Ли Ён Гиль, с 2018)
- Министерство народной безопасности (인민보안성, 人民保安省, министр Чхве Бу Иль)
- Министерство иностранных дел (외무성, 外務省, министр Ли Ён Хо)
- Министерство нефтяной промышленности (원유공업성, 原油工業省, министр Ким Хи Ён)
- Министерство атомной энергетики (원자력공업성, 原子力工業省)
- Министерство наземного и морского транспорта (륙해운성, 陸海運省, министр Кан Джон Гван)
- Министерство лесоводства (림업성, 林業省, министр Хан Рён Гук)
- Министерство финансов (재정성, 財政省, Чхве Гван Джин)
- Министерство электроэнергетики (전력공업성, 電力工業省, министр Ким Ман Су)
- Министерство электронной промышленности (전자공업성, 電子工業省, министр Ким Джэ Сон)
- Министерство комплексной промышленности (채취공업성, 採取工業省, министр Ли Хак Чхоль)
- Министерство железных дорог (철도성, 鐵道省, министр Чон Гиль Су)
- Министерство почты и телекоммуникаций (체신성, 遞信省, министр Ким Чхоль Хо)
- Министерство по делам физической культуры и спорта (체육성, 體育省, министр Ким Иль Гук)
- Министерство химической промышленности (화학공업성, 化學工業省, министр Ли Су Ён)

Прочие органы
- Секретариат Правительства (내각사무국, 內閣事務局, секретарь Ким Ён Хо)
- Центральное статистическое бюро (중앙통계국, 中央統計局, директор Ким Чхан Су)
- Национальная академия наук (국가과학원, 國家科學院, президент Чан Чхоль)
- Центральный банк (중앙은행, 中央銀行, президент Ким Чхон Гюн)